# Rhodeus
Rhodeus – rodzaj ryb  z  rodziny karpiowatych (Cyprinidae).

## Klasyfikacja
Gatunki zaliczane do tego rodzaju:
- Rhodeus amarus – różanka europejska[3]
- Rhodeus amurensis
- Rhodeus atremius
- Rhodeus colchicus
- Rhodeus fangi
- Rhodeus haradai
- Rhodeus hondae
- Rhodeus laoensis
- Rhodeus lighti
- Rhodeus mantschuricus
- Rhodeus meridionalis
- Rhodeus monguonensis
- Rhodeus notatus
- Rhodeus ocellatus – różanka wschodnioazjatycka[4]
- Rhodeus pseudosericus
- Rhodeus rheinardti
- Rhodeus sciosemus
- Rhodeus sericeus – różanka pospolita[5], różanka[5], siekierka[5], pukas[5]
- Rhodeus shitaiensis
- Rhodeus sinensis
- Rhodeus smithii
- Rhodeus spinalis
- Rhodeus suigensis
- Rhodeus uyekii

Gatunkiem typowym jest Cyprinus amarus (Rh. amarus).

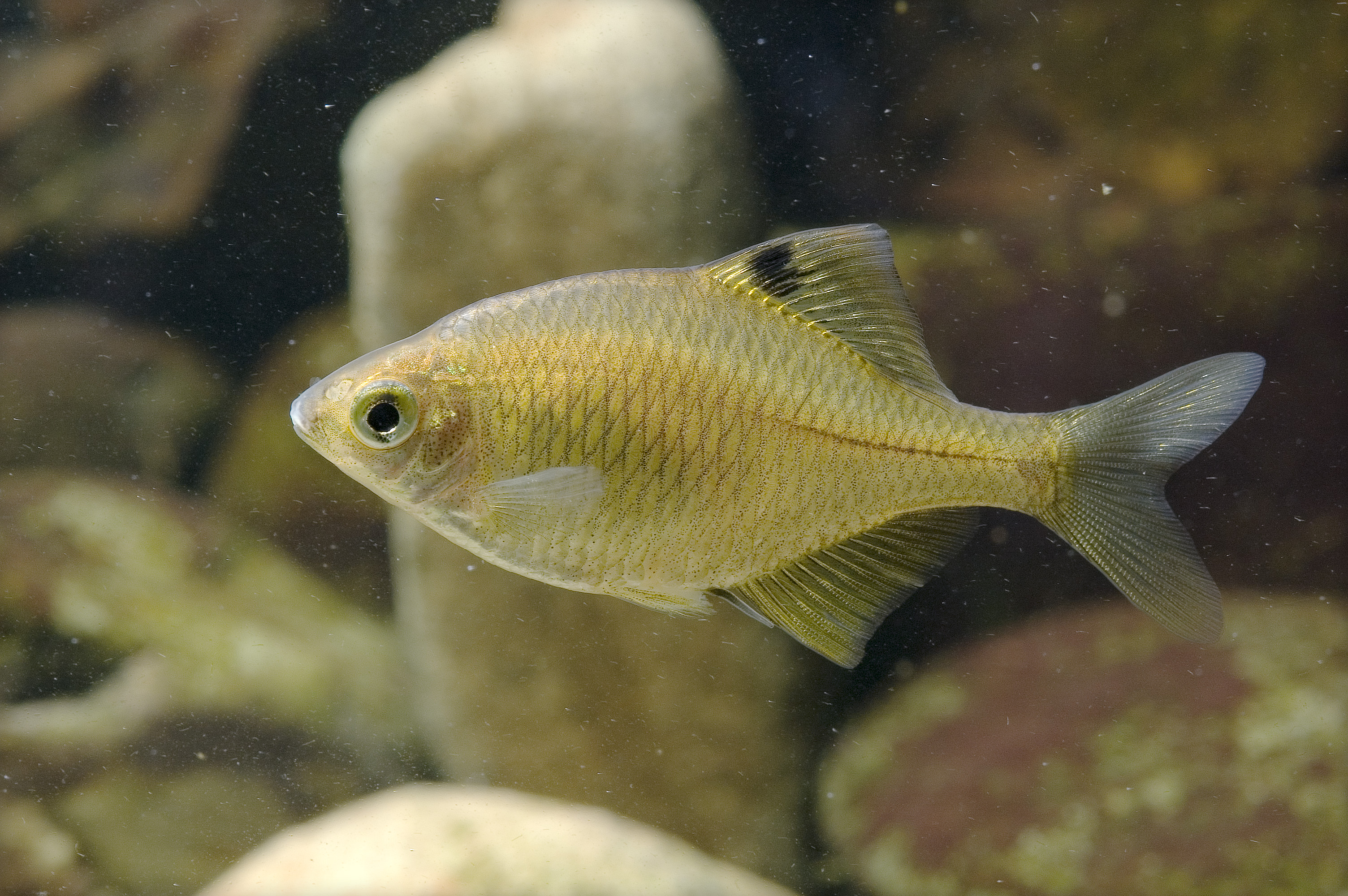
Rhodeus ocellatus
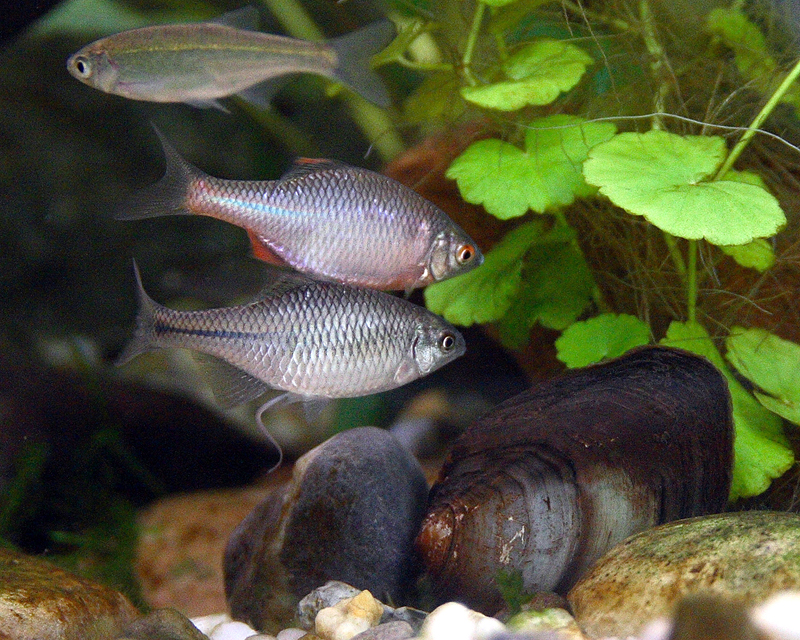
Rhodeus sericeus
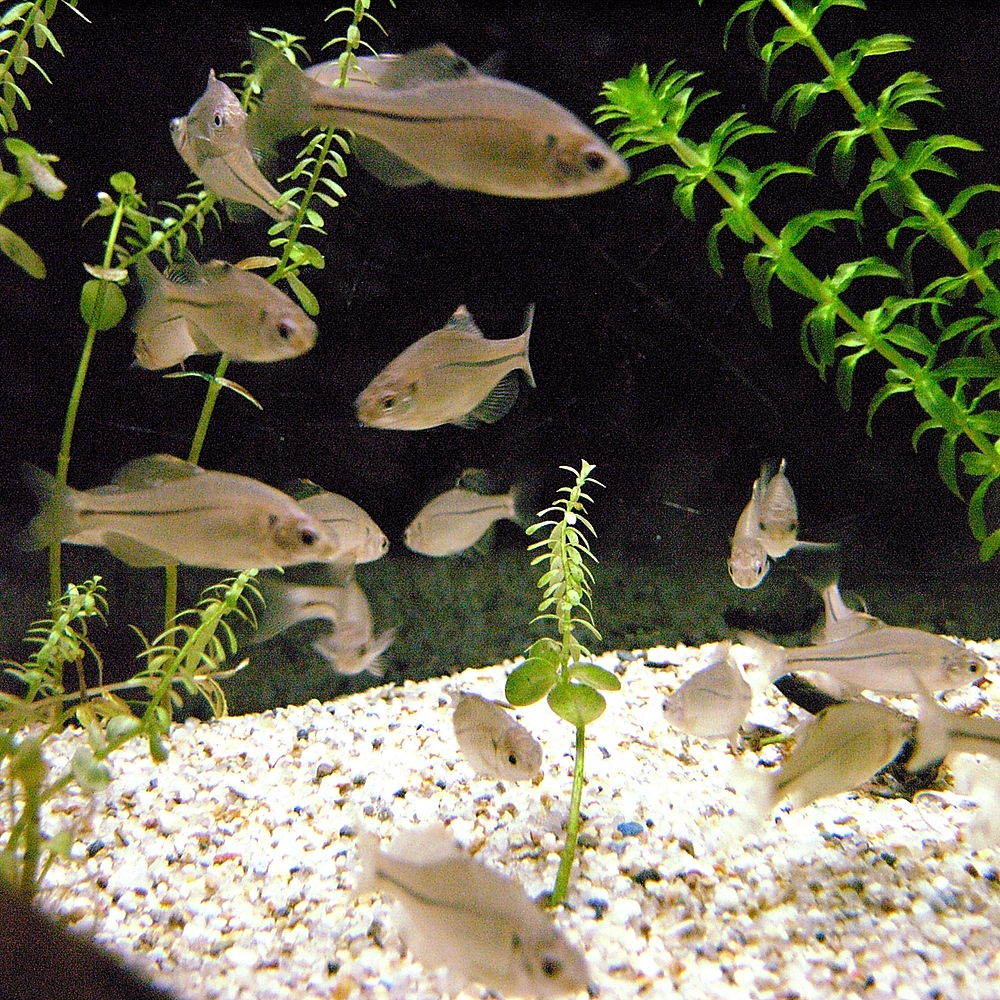
Rhodeus suigensis